# Phronia sylvatica
Phronia sylvatica är en tvåvingeart som beskrevs av Dziedzicki 1889. Phronia sylvatica ingår i släktet Phronia och familjen svampmyggor. Arten är reproducerande i Sverige. Inga underarter finns listade i Catalogue of Life.